# Parafia św. Bartłomieja Apostoła w Sępólnie Krajeńskim
Parafia św. Bartłomieja Apostoła w Sępólnie Krajeńskim – jedyna parafia rzymskokatolicka znajdująca się na terenie miasta Sępólno Krajeńskie. Parafia jest siedzibą dekanatu Sępólno Krajeńskie.

## Zasięg parafii
Do parafii należą wierni z miejscowości: Chmielniki, Dziechowo, Grochowiec, Niechorz, Piaseczno, Sępólno Krajeńskie, Sikorz, Świdwie, Trzciany oraz Wiśniewka.
Kościół parafialny został zbudowany na początku XIX wieku.
W bocznym ołtarzu kościoła znajduje się obraz ukrzyżowanego czarnego Chrystusa, na którym w dolnym rogu jest napisane, że słynie łaskami.

## Proboszczowie parafii
- ks. radca Emanuel Grudziński 1919 – 1939 – męczennik II wojny światowej[1]
- ks. kanonik Franciszek Lange 1945 – 1976[1]
- ks. prałat Zenon Skierka 1976 – 2004[1]
- ks. prałat Henryk Lesner 2004 – 2024[1][2]
- ks. Andrzej Kalita 2024 – nadal[3]

## Cmentarze na terenie Parafii
- Cmentarz Parafialny w Sępólnie Krajeńskim (administratorem jest parafia)[4]
- Cmentarz Komunalny w Sępólnie Krajeńskim, administratorem jest Zakład Transportu i Usług Sp. z o.o.
- Cmentarz Komunalny w Piasecznie (dawniej cmentarz wiejski)

## Filie Parafii
- kaplica rzymskokatolicka pod wezwaniem Matki Bożej Nieustającej Pomocy w Niechorzu

## Stowarzyszenia i Ruchy
- Caritas – Stacja Opieki Długoterminowej[5]
- Duchowa Adopcja Dziecka Poczętego
- Grupa AA
- Kościół Domowy[6]
- Stowarzyszenie Rodzin Katolickich
- Rycerstwo Niepokalanej
- Żywy Różaniec

## Zgromadzenia zakonne w parafii
Z dniem 1 czerwca 2009 roku Matka Prowincjalna Anna Kołodziejczyk zamknęła placówkę sióstr elżbietanek. Swoją wolę Siostra Anna motywowała brakiem powołań i wyjazdami sióstr na misje. Sępoleński dom zakonny został zamknięty także z powodu nieopłacalności utrzymywania tak małej wspólnoty zakonnej. Siostry pracowały w Sępólnie przez blisko 80 lat. Prowadziły ochronkę dla dzieci, zajmowały się katechizacją, opieką nad chorymi oraz pracowały w zakrystii przykościelnej.